# نانا گیامفوا
نانا گیامفوا (انگلیسی: Nana Gyamfuah؛ زادهٔ ۴ اوت ۱۹۷۸) بازیکن فوتبال اهل غنا است.
وی همچنین در تیم ملی فوتبال زنان غنا بازی کرده‌است.